# Tetracanthella hellenica
Tetracanthella hellenica är en urinsektsart som beskrevs av Louis Deharveng 1987. Tetracanthella hellenica ingår i släktet Tetracanthella och familjen Isotomidae. Inga underarter finns listade i Catalogue of Life.